# جيمي بيلي
جيمي بيلي هو سياسي كندي، ولد في 28 أبريل 1966 في كندا. حزبياً، نشط في جمعية المحافظين التقدمية لنوفا سكوشا.